# Moutarde brune
Brassica juncea
Pour les articles homonymes, voir Moutarde.
Espèce
Classification phylogénétique

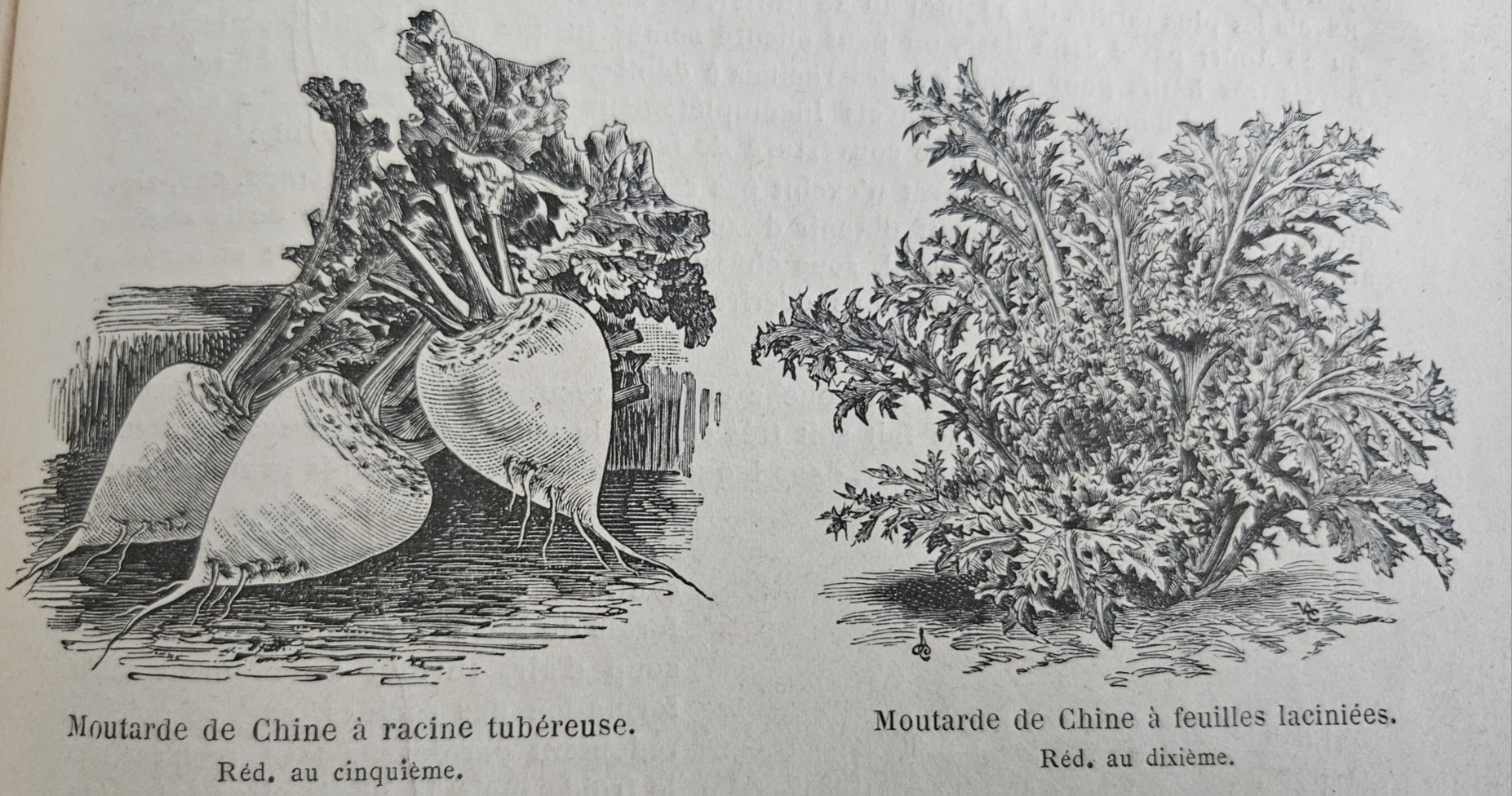
Illustrations de variétés de moutarde de Chine Brassica juncea dans les plantes potagères Vilmorin 1925

La moutarde brune, moutarde chinoise ou moutarde de Chine (Brassica juncea), est une espèce de plante herbacée bisannuelle de la famille des Brassicaceae, cultivée principalement pour ses graines servant à la préparation de condiments mais également pour ses feuilles et tiges dans différentes cuisines asiatiques.
Cette moutarde est connue aussi sous les noms de chou faux jonc, moutarde de Sarepta, moutarde indienne. Elle résulterait  d’une hybridation naturelle entre moutarde noire (Brassica nigra) et un chou (Brassica rapa).

## Description

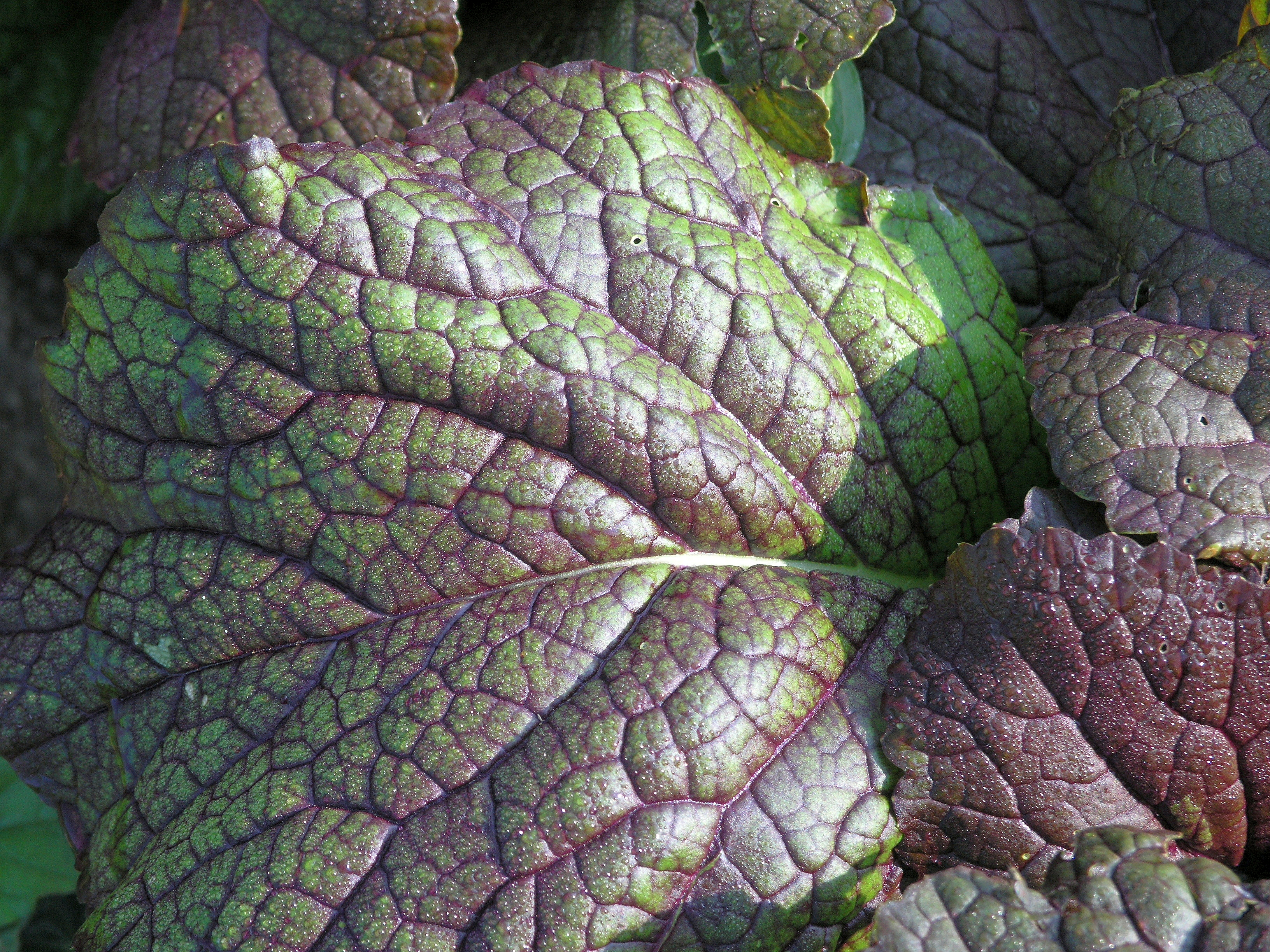
Feuille de moutarde brune.

La moutarde orientale est une plante annuelle de 40 cm de hauteur mais pouvant être  vigoureuse et dépasser 1,5 m de haut à la floraison.  Son port est étalé ou érigé suivant les variétés. Elle possède des racines tubéreuses, ressemblant à celles du panais.
Les feuilles alternes sont entières, ovales, et dentées.
Les inflorescences sont des grappes simples, terminales portant des fleurs jaune clair, à l’extrémité d’un long pédoncule.
Ses graines brunes sphériques sont contenues dans des siliques de 5-6 cm de long.

## Écologie et production
Cette espèce est originaire d'Asie centrale et orientale : Sibérie, Kazakhstan, Kirghizstan, Tadjikistan, Turkménistan, Mongolie, Inde,  Chine.
Elle est également cultivée en Europe, en Inde, en Chine, au Japon, en Amérique du Nord. Le Canada en est le principal exportateur.

## Propriétés
Toutes les parties de la plante contiennent de la sinigrine, un glucosinolate rencontré aussi dans la moutarde noire.
Elle a la propriété d'absorber les métaux lourds et de les conserver dans ses cellules.

## Utilisation

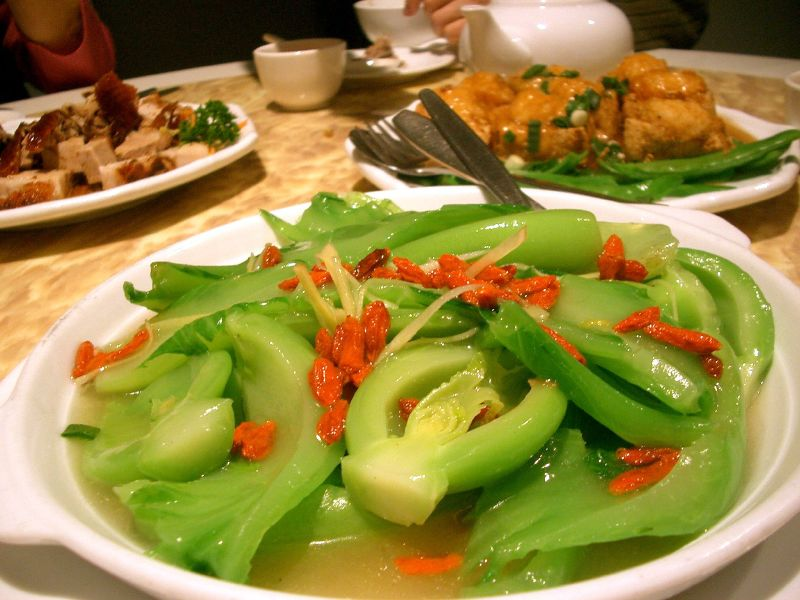
Plat cantonais à base de branche de moutarde brune et baie de goji

### Phytoremédiation
Elle est utilisée en phytoremédiation pour décontaminer un sol de ses métaux lourds, comme le plomb, après une utilisation industrielle d'un terrain.

### Alimentation
Les graines sont utilisées à la fabrication industrielle de condiments  du type moutarde. Elles ont une saveur piquante, légèrement poivrée, et servent en mélange avec la moutarde noire à la fabrication de la moutarde de Dijon.
Dans les cuisines chinoise (芥菜, jiècài), coréenne, indienne, japonaise, vietnamienne, malgache (appelées alors anatsonga ([anaˈtsuŋɡə̥]) et réunionnaise (appelées alors brède moutarde), les branches et feuilles sont utilisées comme légume, généralement sautées.
Dans la cuisine japonaise et coréenne, on utilise également les graines pour fabriquer la pâte de moutarde karashi (からし / 芥子　en japonais), appelée yeongyeoja en coréen.
Les feuilles, à saveur piquante comme celle de la roquette, peuvent être consommées comme légume ou condiment.